# Heliodorus cochisensis
Heliodorus cochisensis är en tvåvingeart som beskrevs av Henry J. Reinhard 1964. Heliodorus cochisensis ingår i släktet Heliodorus och familjen parasitflugor.
Artens utbredningsområde är Arizona. Inga underarter finns listade i Catalogue of Life.